# 唐津市立玉島小学校
唐津市立玉島小学校（からつしりつ たましましょうがっこう）とは、佐賀県唐津市浜玉町浜崎にある市立の小学校。

## 概要
歴史
1880年（明治13年）に小学校3校（南山・城山・大村）が統合されて創立。数回の改編・改称を経て、現校名になったのは2005年（平成17年）。2020年（令和2年）には創立140周年を迎えた。
校章
中央に校名の頭文字である「玉」の文字を置いている。
校歌
作詞は進藤坦平、作曲は陶山聡による。歌詞は4番まであり、各番に校名の「玉島小学」が登場する。
校区
住所表記で「唐津市浜玉町」の後に「谷口、岡口、五反田、南山、平原甲の内柳瀬の地域」が続く全域。中学校区は唐津市立浜玉中学校。

## 沿革
前史
- 1873年（明治6年）- 玉島村大字南山に草野逸馬が「挹清社」を設立。
- 1874年（明治7年）- 学制の頒布により、南山に「南山小学校」が設立される。
- 1875年（明治8年）- 岡口に「城山小学校」が創立。
- 1876年（明治9年）- 五反田に「大村小学校」が創立。

本史
- 1880年（明治13年）4月 - 南山・城山・大村の3小学校を統合の上、「心関小学校」を開設。
- 1887年（明治20年）4月 - 前年施行の小学校令により、尋常科（4年制）を設置の上、「尋常心関小学校」に改称。
- 1889年（明治22年）4月1日 - 町村制施行に伴い東松浦郡南山村、淵上村、谷口村、岡口村、五反田村、平原村、鳥巣村が合併し、大村が発足。
- 1893年（明治26年）4月 - 「心関尋常小学校」に改称。
- 1896年（明治29年）7月28日 - 大村が玉島村に改称。
- 実施年月不明 - 「玉島尋常小学校」に改称。
- 実施年月不明 - 「玉島尋常高等小学校」に改称。
- 1901年（明治34年）8月 - 渕上分教場を設置。
- 1903年（明治36年）12月 - 玉島農業補修学校を併設。
- 1908年（明治41年）4月 - 改正小学校令により、尋常科6年制、高等科2年制または3年制となる。
- 1911年（明治44年）9月 - 木造2階建て新校舎に移転。
- 1913年（大正2年）4月 -  校舎(6教室)を増築。
- 1926年（大正15年）4月 - 講堂を新築。
- 1929年（昭和4年）5月 - 保護者会を創設。
- 1935年（昭和10年）- 青年学校令により、併設の農業補習学校が「玉島農業青年学校」に改称。
- 1941年（昭和16年）4月1日 - 国民学校令の施行により、「玉島国民学校」に改称。尋常科を初等科に改める（初等科6年・高等科2年・高等科特修科1年）。密柑山を開設。
- 1943年（昭和18年）4月 - 玉島農業青年学校に看護科が新設される。
- 1944年（昭和19年）9月 - 母親学級が開設される。
- 1947年（昭和22年）4月1日 - 学制改革が行われる。
  - 国民学校初等科は「玉島村立玉島小学校」に改組される。
  - 国民学校高等科は青年学校普通科と改組され、新制中学校「玉島村立玉島中学校[2]」が発足（当初小学校に併設）。
- 1956年（昭和31年）9月30日 - 町村合併により、「浜崎玉島町立玉島小学校」に改称。
- 1957年（昭和32年）
  - 3月31日 - 渕上分教場を廃止。
  - 9月 - 学校給食を開始。
- 1960年（昭和35年）5月 - 創立80周年を記念し、校旗を制定。
- 1966年（昭和41年）
  - 4月 - 制服と校章を制定。
  - 11月1日 - 町名変更により、「浜玉町立玉島小学校」に改称。
- 1969年（昭和44年）2月 - 明治100年を記念し、校舎移転記念事業として学級園を造成。
- 1970年（昭和45年）4月 - 特殊学級を新設。
- 1976年（昭和51年）7月 - プールが完成。
- 1979年（昭和54年）1月 - 講堂を解体。跡地は農村環境改善センター用地となる。
- 1980年（昭和55年）2月 - 創立100周年記念式典を挙行。
- 1983年（昭和58年）
  - 3月 - 鉄筋コンクリート造2階建て新校舎が2棟完成。
  - 8月 - 土俵の設置。運動場を整備。ナイター施設が完成。
- 1987年（昭和62年）2月 - 体育館が完成。
- 1989年（平成元年）- ノーチャイムを開始。
- 1992年（平成4年）3月31日 - 特殊学級を廃止。
- 1997年（平成9年）8月 - 運動場を改修。
- 2000年（平成12年）4月 - 特殊学級を再設置。
- 2001年（平成13年）3月 - 飼育舎・相撲場を新設。
- 2002年（平成14年）3月 - 旧相撲場を改修。
- 2005年（平成17年）
  - 1月1日 - 市町合併により、「唐津市立玉島小学校」（現校名）に改称。
  - 3月 - 校旗を新調。
- 2006年（平成18年）8月 - プールを改修。
- 2014年（平成26年）4月 - 特別支援学級を新設。
- 2018年（平成30年）3月 - 校舎ユニバーサルデザイン化工事が完了。

## 著名な出身者
- 楢崎重視（画家）

## 交通
最寄りの鉄道駅
- JR九州 筑肥線「浜崎駅」

最寄りのバス停留所
- 昭和バス 「五反田」停留所

最寄りの幹線道路
- 国道323号 「玉島小学校入口」交差点
- 西九州自動車道 「浜玉IC」

## 周辺
- 唐津市 浜玉農村環境改善センター
- 大村神社
- 玉島川

## 参考資料
- 「浜玉町史 下巻」（浜玉町史編集委員会 1994年（平成6年）3月発行）